# آزي فاد
آزي فاد (مواليد 11 نوفمبر 2002) هي لاعبة كرة سلة أمريكية تلعب في مركز مدافع مسدد الهدف، حصلت على الميدالية الذهبية مع متخب الولايات المتحدة في بطولة العالم تحت 19 عام التي أقيمت في المجر.

## روابط خارجية
- آزي فاد على موقع كرة السلة الأوروبية.كوم (الإنجليزية)
- آزي فاد على موقع كلية كرة السلة في سبورتس رفرنس.كوم (الإنجليزية)
- آزي فاد على موقع بروبوليرز (الإنجليزية)